# Зингерис, Эмануэлис
Эмануэлис Зингерис (в некоторых источниках Эмануэль Зингер) (16 июля 1957 года, Каунас, Литовская ССР, СССР) — литовский политический и общественный деятель, депутат Верховного Совета Литовской ССР в 1990—1992 годах, депутат Сейма Литовской Республики в 1992—2000 годах и с 2004 года.

## Биография
Родился в Каунасе в еврейской семье. Мать акушерка (пережила Холокост и дожила до 100 лет), отец учитель. В 1975 году окончил Каунасскую среднюю школу № 4 (сейчас гимназия имени Стяпонаса Дарюса и Стасиса Гиренаса). В 1981 году с отличием окончил филологический факультет Вильнюсского государственного университета по специальности литовский язык и литература. В 1979—1981 годах работал в Каунасском историческом музее (ныне — военный музей Витаутаса Великого) научным сотрудником.
В 1982—1986 годах работал на кафедре литовской литературы Вильнюсского университета. В 1986—1988 годах преподавал на вечернем отделении университета. В 1988—1989 годах руководитель отделения иудаики Литовской книжной палаты. В 1989—1990 руководитель Литовского государственного еврейского музея.
На выборах в Верховный Совет Литовской ССР 1990 года был избран как член Саюдиса от округа Вильнюс—Лаздинай. Был членом восстановленного Сейма и его представителем в Аргентине. Вошёл в число подписавших акт о восстановлении независимости Литвы 11 марта 1990 года. В Сейме руководил Комиссией по иностранным делам. В 1991 году был в составе делегации на переговорах с СССР. Был в числе основателей Европейского института рассеянных национальных меньшинств (англ. The European Institute for dispersed Ethnic Minorities, EIDEM).
В 1992 году снова был избран депутатом Сейма, где работал в Комиссии иностранных дел, а также являлся представителем Литвы при парламентской ассамблее Совета Европы в 1993—1995 годах.
В Сейме избранном в 1996 году руководил комитетом по правам человека и гражданина и комитетом по делам национальностей (с 1999 года — Комитет по правам человека), а также в очередной раз был представителем Литвы при парламентской ассамблее Совета Европы в 1999—2000 годах, где был избран вице-председателем Комиссии по культуре и образованию.
В 1998 году указом президента Литвы Валдаса Адамкуса была создана Международная комиссия по оценке преступлений нацистского и советского оккупационных режимов в Литве. Зингерис был назначен руководителем этой комиссии.
На выборах 2000 года не получил депутатский мандат. В 2004 году вновь стал депутатом Сейма от Союза Отечества, членом которого был с 1993 года. Был членом комитета по иностранным делам, членом комитета по политике и председателем подкомитета по региональному сотрудничеству.
В 2007 году был инициатором совместного празднования дня конституции Речи Посполитой 3 мая в польском и литовском Сеймах. На выборах 2008 года вновь получил мандат по списку Союза Отечества. Неудачно баллотировался в Европарламент в 2009 году. В том же году был главой литовской делегации в парламентскую ассамблею Совета Европы.
Является главой группы межпарламенского сотрудничества Сейма и Кнессета.
С 2010 года руководит комитетом Сейма по международным делам. Неоднократно выступал с осуждением диктатуры А. Г. Лукашенко в Беларуси. В сентябре 2012 года был объявлен в Беларуси персоной нон грата. На выборах 2012 года получил мандат депутата Сейма.
Владеет литовским, английским, русским, польским, немецким языками. Опубликовал ряд научных работ по литовскому еврейскому наследию и в области культурного наследия Литвы, литовским и еврейским литературным связям.
Жена Виргиния — филолог литовского языка. Двое детей — Довидас и Эстера.

## Награды
- Командор ордена Великого князя Литовского Гядиминаса (2000 год)
- Медаль Независимости Литвы
- Кавалер ордена За заслуги перед ФРГ (2007)
- Орден За заслуги ІІІ степени (Украина) (2007)
- Крест офицера Ордена за заслуги Республики Польша (2009)[5].